# Lygodactylus montanus
Lygodactylus montanus Pasteur, 1965 è un sauro della famiglia Gekkonidae, endemico del Madagascar.